# Tipula (Pterelachisus) autumna
Tipula (Pterelachisus) autumna is een tweevleugelige uit de familie langpootmuggen (Tipulidae). De soort komt voor in het Palearctisch gebied.